# Marañón (provincie)
Marañón is een provincie in de regio Huánuco in Peru. De provincie heeft een oppervlakte van 4.802 km² en telt 32.118 inwoners (2015). De hoofdplaats van de provincie is het district Huacrachuco.

## Bestuurlijke indeling
De provincie Marañón is verdeeld in vijf districten, UBIGEO tussen haakjes:
- (100702) Cholón
- (100701) Huacrachuco, hoofdplaats van de provincie
- (100704) La Morada
- (100703) San Buenaventura
- (100705) Santa Rosa de Alto Yanajanca

Ambo · Dos de Mayo · Huacaybamba · Huamalíes · Huánuco · Lauricocha · Leoncio Prado · Marañón · Pachitea · Puerto Inca · Yarowilca